# Ancistrus reisi
Ancistrus reisi is een straalvinnige vissensoort uit de familie van de harnasmeervallen (Loricariidae). De wetenschappelijke naam van de soort is voor het eerst geldig gepubliceerd in 2005 door Fisch-Muller, Cardoso, da Silva & Bertaco.